# قائمة الدول الموردة للأسلحة لإسرائيل
قائمة الدول الموردة للأسلحة لإسرائيل رغم امتلاكها صناعة دفاعية محلية قوية، تعتمد إسرائيل بشكل كبير على واردات الأسلحة الأجنبية، وخاصة الطائرات المتقدمة والصواريخ والتقنيات العسكرية الرئيسية.
خلال حرب غزة التي بدأت في أكتوبر/تشرين الأول 2023، كان توريد الأسلحة إلى إسرائيل موضوع اهتمام ونقاش دوليين. الولايات المتحدة هي أكبر مورد للمعدات العسكرية لإسرائيل، حيث تمثل ما يقرب من 69٪ من واردات إسرائيل الرئيسية من الأسلحة التقليدية بين عامي 2019 و 2023. وتشمل المساعدات العسكرية الأميركية الطائرات المتطورة، والذخائر الموجهة بدقة، وأنظمة الدفاع الصاروخي مثل القبة الحديدية ، وغيرها من تقنيات الدفاع. وتعتبر ألمانيا ثاني أكبر مورد، حيث كانت مسؤولة عن حوالي 30% من واردات إسرائيل من الأسلحة في نفس الفترة. وشملت الصادرات الألمانية مكونات الدفاع الجوي والذخيرة وتكنولوجيا تطوير الأسلحة. في حين تم إيقاف بعض صادرات الأسلحة الألمانية مؤقتًا في عام 2024 بسبب التحديات القانونية، استؤنفت عمليات التسليم في وقت لاحق من ذلك العام.

### الولايات المتحدة
منذ تأسيسها، تلقت إسرائيل ما يقرب من 310 مليار دولار (بعد تعديل التضخم) كمساعدات اقتصادية وعسكرية إجمالية من الولايات المتحدة، مما يجعلها أكبر متلق تراكمي للمساعدات الخارجية الأمريكية.
وفقًا لتقرير معهد ستوكهولم الدولي لأبحاث السلام (SIPRI)، فإن الولايات المتحدة هي المورد الرئيسي للأسلحة لإسرائيل، حيث تمثل 69٪ من واردات إسرائيل الرئيسية من الأسلحة التقليدية بين عامي 2019 و 2023.
تقدم الولايات المتحدة سنويا لإسرائيل حوالي 3.8 مليار دولار كمساعدات عسكرية. لقد أصبحت إسرائيل أكبر متلق للدعم المالي الأمريكي للمساعدات الخارجية منذ الحرب العالمية الثانية ، حيث تلقت مبلغًا تراكميًا قدره 158 مليار دولار حتى عام 2023 بأسعار التضخم الحالية.
في عام 2016، وقعت الولايات المتحدة وإسرائيل مذكرة التفاهم الثالثة لمدة عشر سنوات بشأن المساعدات العسكرية، والتزمتا بتقديم 38 مليار دولار حتى عام 2028. ويتضمن ذلك 33 مليار دولار من المساعدات العسكرية الأجنبية و5 مليارات دولار إضافية مخصصة للدفاع الصاروخي، وهو ما يمثل اتفاقا تاريخيا بين البلدين. استخدمت إسرائيل هذه المساعدات لتمويل طلبات شراء 75 طائرة مقاتلة من طراز إف-35 ، وطائرات الشبح. وقد استخدمت برامج الدفاع الصاروخي، بما في ذلك أنظمة القبة الحديدية ، والسهم ، ومقلاع داود التي تم تطويرها بشكل مشترك. تزود الولايات المتحدة إسرائيل بمجموعة من المعدات العسكرية، بما في ذلك صواريخ القبة الحديدية للدفاع الجوي، والقنابل ذات القطر الصغير، ومجموعات JDAM لتحويل القنابل غير الموجهة إلى أسلحة موجهة بنظام تحديد المواقع العالمي (GPS)، وطائرات الهليكوبتر الثقيلة المتطورة CH-53، وطائرات التزود بالوقود جواً KC-46.
حصلت إسرائيل على صواريخ موجهة بالليزر لأسطول طائرات الأباتشي الحربية التابعة لها، بالإضافة إلى قذائف عيار 155 ملم، وأجهزة الرؤية الليلية، وذخائر خارقة للتحصينات، ومركبات عسكرية جديدة.  كما تقدم الولايات المتحدة أيضًا استشارات عسكرية رفيعة المستوى لإسرائيل.

### ألمانيا
وفقًا لمعهد ستوكهولم الدولي لأبحاث السلام، تعد ألمانيا أحد الموردين الرئيسيين للأسلحة إلى إسرائيل، حيث تمثل 30% من واردات إسرائيل من الأسلحة بين عامي 2019 و2023.  وبحسب تقرير الوزارة الاتحادية للتعاون الاقتصادي والتنمية، فإن صادرات ألمانيا الدفاعية إلى إسرائيل بقيمة نحو 353 مليون دولار زادت حتى الآن بنحو 10 مرات مقارنة بالعام الماضي. وذكرت وكالة الأنباء الألمانية (د ب أ) أن ألمانيا تزود إسرائيل بمكونات أنظمة الدفاع الجوي ومعدات الاتصالات. وشملت الأسلحة المصدرة 3 آلاف سلاح مضاد للدبابات محمول و500 ألف طلقة ذخيرة للأسلحة النارية الأوتوماتيكية أو شبه الأوتوماتيكية. تم منح معظم تراخيص التصدير للمركبات البرية والتكنولوجيا اللازمة لتطوير وتجميع وصيانة وإصلاح الأسلحة.

### إيطاليا
وفقًا لمعهد ستوكهولم الدولي لأبحاث السلام، تعد إيطاليا من بين أكبر ثلاثة موردي أسلحة لإسرائيل، إلى جانب الولايات المتحدة وألمانيا، حيث تشكل 1% من واردات إسرائيل من الأسلحة من عام 2019 إلى عام 2023. بلغت قيمة مبيعات الأسلحة والذخيرة لإسرائيل 13.7 مليون يورو العام الماضي، بحسب مجلة "ألتريكونوميا " التي نقلت عن المعهد الوطني الإيطالي للإحصاء (ISTAT). وتشمل صادرات إيطاليا إلى إسرائيل المروحيات والمدفعية البحرية. قدمت الحكومة الإيطالية ضمانات بأنها تحترم العقود السابقة وراجعت المبيعات على أساس كل حالة على حدة من أجل الالتزام بالقانون الذي يحظر بيع الذخائر إلى البلدان في حالة حرب، أو تلك المتهمة بانتهاكات حقوق الإنسان.

### المملكة المتحدة
القيمة الإجمالية للصادرات البريطانية إلى إسرائيل غير واضحة. في عام 2022، بلغت قيمة تراخيص تصدير الأسلحة المعتمدة من المملكة المتحدة إلى إسرائيل 52.5 مليون دولار، ولكن تم أيضًا إصدار 10 تراخيص "مفتوحة" بقيمة غير محدودة، والقيمة الفعلية للتصدير غير واضحة. وفي الفترة ما بين الهجوم الذي قادته حماس على إسرائيل في السابع من أكتوبر/تشرين الأول و31 مايو/أيار، أصدرت بريطانيا أكثر من 108 ترخيصاً لتصدير الأسلحة إلى إسرائيل، وفقاً لإحصاءات حكومية. وقد حسبت منظمة الحملة ضد تجارة الأسلحة غير الربحية أن تراخيص تصدير الأسلحة التي مُنحت لإسرائيل منذ عام 2008 بلغت قيمتها 574 مليون جنيه إسترليني، ولكن هذا الرقم لا يشمل قيمة التراخيص المفتوحة. في ديسمبر/كانون الأول 2023، أطلقت منظمة الحق الفلسطينية لحقوق الإنسان وشبكة العمل القانوني العالمية التي تتخذ من المملكة المتحدة مقراً لها تحدياً قانونياً بشأن دور المملكة المتحدة في مبيعات الأسلحة لإسرائيل، داعيتين المملكة المتحدة إلى وقف منح التراخيص لتصدير الأسلحة إلى إسرائيل، بعد تجاهل طلباتهما المكتوبة بتعليق مبيعات الأسلحة بعد هجوم 7 أكتوبر/تشرين الأول. وفي وقت لاحق، انضمت منظمتان رائدتان في مجال حقوق الإنسان في بريطانيا، وهما منظمة العفو الدولية ومنظمة هيومن رايتس ووتش، إلى الحملة. تزايدت الدعوات إلى وقف مبيعات الأسلحة إلى إسرائيل بعد مقتل ثلاثة مواطنين بريطانيين في الهجوم الإسرائيلي على قافلة مساعدات مطبخ العالم المركزي في وسط غزة.  وبحسب الحملة ضد تجارة الأسلحة، فإن شركة بي إيه إي سيستمز، أكبر شركة مقاولات دفاعية في أوروبا وسابع أكبر شركة في العالم، توفر نحو 15% من مكونات طائرة إف-35 الشبحية المقاتلة التي استخدمتها إسرائيل في القصف الأخير على غزة.

### كندا
اعترف ترودو في أواخر يناير/كانون الثاني بأن كندا سمحت بصادرات عسكرية إلى إسرائيل بعد حرب السابع من أكتوبر/تشرين الأول. وبحسب الجزيرة، وافقت الحكومة الكندية على منح تراخيص جديدة للصادرات العسكرية إلى إسرائيل بقيمة 21 مليون دولار على الأقل في الأشهر الأولى من الحرب. تتضمن بعض المنتجات المباعة القنابل والطوربيدات والصواريخ والأجهزة المتفجرة الأخرى، إلى جانب المعدات والملحقات ذات الصلة. في 5 مارس 2023، رفع المدافعون عن حقوق الإنسان والمؤيدون للفلسطينيين في كندا دعوى قضائية ضد الحكومة الفيدرالية لمنع الشركات من السماح لهم بتصدير السلع والتكنولوجيا العسكرية إلى إسرائيل.

### الهند
وفقًا لقناة الأخبار الهندية TV9 Hindi، قامت الحكومة الهندية بتسليم عدة طائرات بدون طيار من طراز Hermes 900 المعروفة باسم "القاتل" إلى إسرائيل في تاريخ غير محدد بواسطة شركة Adani-Elbit Advanced Systems India لمساعدة احتياجات إسرائيل في حرب غزة. وبحسب تقارير الجزيرة التي استشهدت بوثائق مسربة من البرلمان الأوروبي، فإن الهند تصدر صواريخ ومتفجرات إلى إسرائيل وسط حرب غزة. وتظهر مقاطع فيديو لبقايا صاروخ بعد قصف إسرائيل لملجأ الأمم المتحدة في مخيم النصيرات للاجئين ، أن بعض مكوناته صنعت في الهند. في 2 أبريل 2024، غادرت سفينة شحن هندية تدعى بوركوم، مدينة تشيناي في جنوب شرق الهند، مستشهدة بمواقع التتبع البحري، وأبحرت حول أفريقيا لتجنب أزمة البحر الأحمر . في 15 مايو 2024، أدى توقف سفينة الشحن بوركوم قبالة سواحل إسبانيا، على مسافة قصيرة من قرطاجنة، إلى اندلاع احتجاجات مؤيدة لفلسطين طالبت بتفتيش السفينة. كما أرسلت مجموعة من السياسيين اليساريين رسالة إلى الرئيس الإسباني بيدرو سانشيز ، يطالبون فيها بمنع السفينة من الرسو. قبل أن تتمكن السلطات الإسبانية من اتخاذ موقف، ألغت السفينة بوركوم توقفها المخطط له واستمرت إلى ميناء كوبر السلوفيني. ووفقًا لرموز التعريف التي تم تحديدها في الوثائق التي أصدرتها حملة التضامن مع فلسطين، احتوت السفينة بوركوم على 20 طنًا من محركات الصواريخ، و12.5 طنًا من الصواريخ المحملة بشحنات متفجرة، و1500 كجم (3300 رطل) من المواد المتفجرة و740 كجم (1630 رطل) من الشحنات والدوافع للمدافع.